# Подгоры (Воронежская область)
Подгоры (Подгорье) — хутор в Павловском районе Воронежской области России.
Входит в состав Покровского сельского поселения.
| 2009 | 2010 |
| ---- | ---- |
| 2    | ↘1   |

В 2005 году население хутора составляло 3 человека.

## География
Хутор располагается на юго-востоке Покровского сельского поселения — на мысу, над бывшим Черкасским озером. Удалён от центра поселения на 15 км.

## История
Основан во второй половине XVIII века как два самостоятельных хутора — Подгорный и Подгоры. В 1859 году в хуторе насчитывалось 8 дворов, численность мужского населения составляла 44 человека, женского — 49 человек. В 1900 году в здесь проживало 123 человека.
Жилая застройка хутора представлена индивидуальными жилыми домами с приусадебными участками, расположенными вдоль единственной улицы без названия.